# Nhân thần

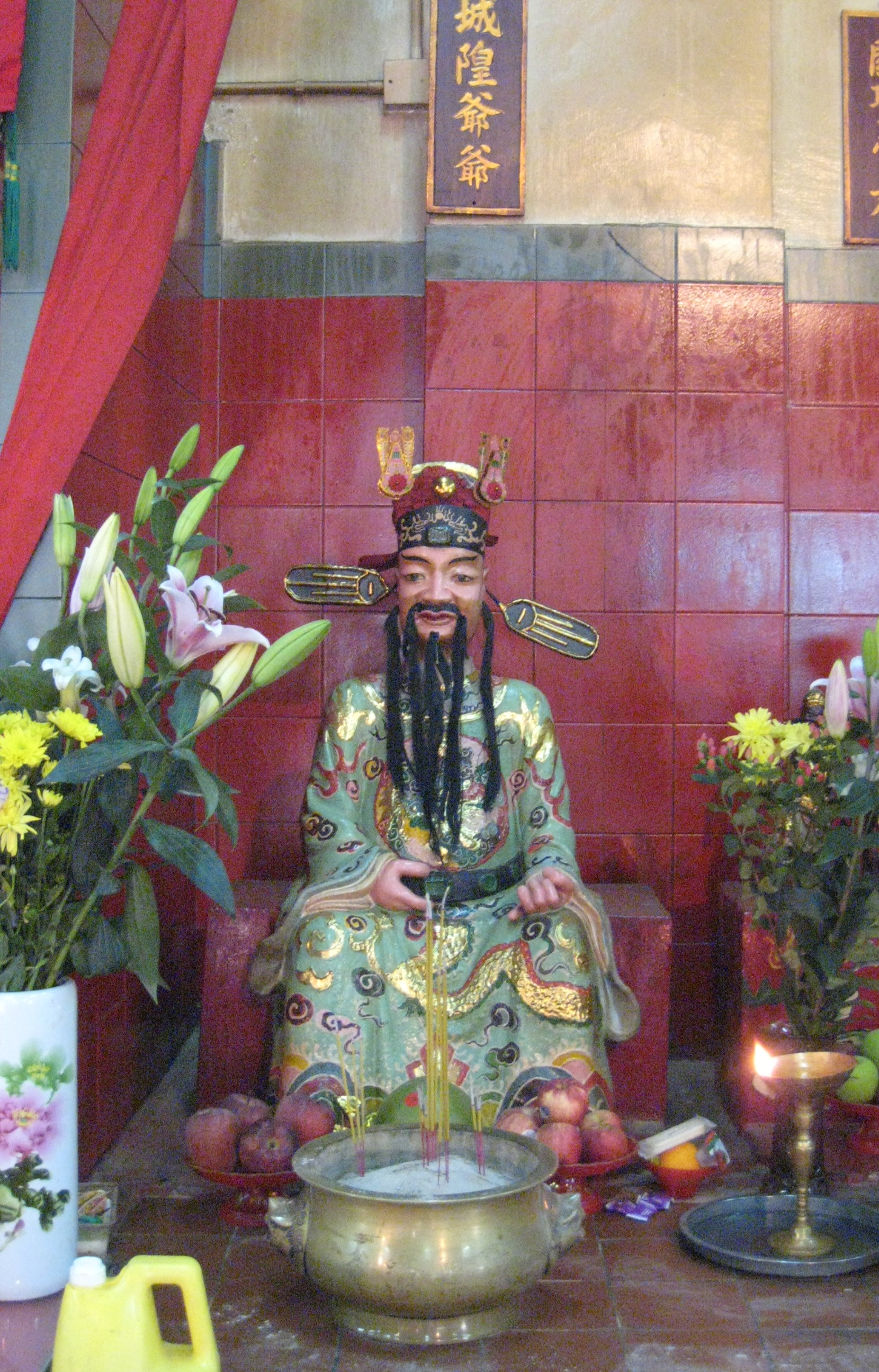
Thành Hoàng

Nhân thần (chữ Hán: 人神) là những vị thần có nguồn gốc là con người, được sùng bái trong nhiều nền văn hóa khắp thế giới. Các nhân thần khi còn sống thường là những người có công lao to lớn với dân với nước, sau khi chết họ được phong làm thần cai quản các vùng đất và được dân chúng lập đền thờ trong các đền thờ. Một số nơi trên thế giới, nhân thần thậm chí là những người còn sống và họ được tôn kính như một vị thần thật sự.

## Việt Nam

### Tứ phủ
Khái niệm nhân thần và thiên thần được đề cập đến trong tứ phủ, trong đó nhân thần là những ngừoi sau khi chết được trở thành thần. Còn thiên thần là những vị thần không phải là người, mà có nguồn gốc từ nhà trời.

### Nhân thần và Nhiên thần
Bài chi tiết: Tín ngưỡng dân gian Việt Nam.

### Thần thành hoàng
Bài chi tiết: Thành hoàng
Thành hoàng là những vị nhân thần cai quản và quyết định họa phúc của một làng. Những người được thờ thường là những người có tên tuổi và địa vị, có công lao đối với làng đó, sau khi chết đi được vua chúa phong làm thần cai quản vùng đất đó. Nhà văn Sơn Nam cho biết bởi đây là dạng viên chức được vua ủy quyền trừu tượng, trong rất nhiều trường hợp, không phải là con người lịch sử bằng xương bằng thịt. Do vậy, đa phần không có tượng mà chỉ thờ một chữ "thần" (神).

## Thành hoàng (Trung Quốc)
Thành hoàng (城隍) là những danh nhân hoặc những người có công với đất nước, phần lớn họ là những quan lại công bằng, lương thiện, có lòng vị tha sau khi chết đi được phong làm thần. Vì thành hoàng là một chức vụ chứ không phải là danh hiệu, nên mỗi tín đồ có thể tôn sùng một thành hoàng khác nhau. Ban đầu các thành hoàng được coi là nhiên thần vì họ được thần thánh hóa từ các thành trì, nhưng sau này lại được coi là nhân thần như cách hiểu hiện tại.

## Hitogami (Nhật Bản)
Trong tín ngưỡng dân gian và thần đạo Nhật Bản, các nhân thần được gọi là Hitogami (Nhật: 人神 (nhân thần)) là những con người được tôn thờ như một vị thần sau khi chết đi, thậm chí là khi vẫn còn sống. Còn được gọi là Ikigami (生神 (Sinh thần)) hay Arahitogami (現人神) (Hiện nhân thần)), đặc biệt khi vị thần là người còn sống.
Việc phong thần cho con người sau khi chết là một cách để chôn cất di sản của những người đã chết trong mối hận thù. Trong suốt lịch sử Nhật Bản, hệ thống tín ngưỡng Hitogami và Ujigami (氏神 (Thị thần)) đã tương tác với nhau. Ví dụ về hệ thống tín ngưỡng hitogami có thể thấy trong việc thần thánh hóa các anh hùng như thần chiến tranh Hachiman (八幡神 (Bát Phiên thần)) và thần tri thức Tenjin (天神 (Thiên thần)).

## Janggunsin (Hàn Quốc)
Janggunsin (장군신) là một danh hiệu cao quý nhằm tôn vinh những người có công lao lớn trong việc bảo vệ đất nước, đặc biệt là những tướng lĩnh hoặc chiến binh có đóng góp quan trọng trong các trận chiến. Danh hiệu này chủ yếu được dành cho những người trong quân đội, nhưng cũng có thể được phong tặng cho những người không thuộc quân đội nếu họ có công lớn trong việc bảo vệ hoặc phát triển đất nước trong những hoàn cảnh đặc biệt.
Trong thần thoại Triều Tiên nói chung và văn hóa Hàn Quốc nói riêng, Janggunsin được coi là những vị thần chiến tranh, thường được thờ phụng sau khi họ qua đời. Những người được phong tặng danh hiệu này được tôn vinh như biểu tượng của sức mạnh, lòng dũng cảm và bảo vệ quốc gia. Các vị thần Janggunsin thường được thờ trong các đền thờ và có vai trò quan trọng trong các nghi lễ cầu nguyện cho sự bình an và chiến thắng.